# Graanmolen van Borgharen
De Graanmolen van Borgharen is een voormalige watermolen op de Kanjel (Nieuwe Kanjelbeek), gelegen aan Bovenstraat 12 te Borgharen in de Nederlandse gemeente Maastricht. Het betrof een onderslagmolen met houten waterrad die fungeerde als korenmolen.

## Geschiedenis
De molen behoorde tot 1951 tot het Kasteel Borgharen en eigendom van de heren van Borgharen. In 1951 werd de molen verkocht aan een molenaar die hem voordien pachtte.
Reeds omstreeks 1700 moet er een molen op deze plaats hebben gestaan. Omstreeks 1940 werd de molen buiten bedrijf gesteld en later werd het rad verwijderd. Ook de beek werd omgeleid en deels overkluisd. Wat bleef was een gebouw dat in 1951 en in 1964 werd verbouwd en in 1966 werd geregistreerd als rijksmonument. Het heeft een kern die mogelijk tot de 17e eeuw teruggaat. Dit wit geschilderd huis heeft een plint van Maaskeien en Naamse steen, en is verdere uitgevoerd in mergelsteen.